# Molses
|  | Per a altres significats, vegeu «Briòfits en sentit ampli». |

Els briòfits (Bryophyta), coneguts popularment com a molses, són plantes petites i delicades que sovint mesuren d'entre 1 a 10 centímetres, de vegades més; la molsa més grossa és l'anomenada molsa gegant (Dawsonia superba) i arriba a fer, només, 75 cm d'alt. Normalment, tendeixen a recobrir el terra o la superfície de pedres o troncs d’arbres en llocs ombrívols i humits.
No desenvolupen ni flors ni llavors. Presenten alternança de generacions: En alguns moments, les molses produeixen càpsules d'espores (esporangis) amb forma de bec, en altres produeixen gametangis masculins i femenins on es fabriquen gàmetes.

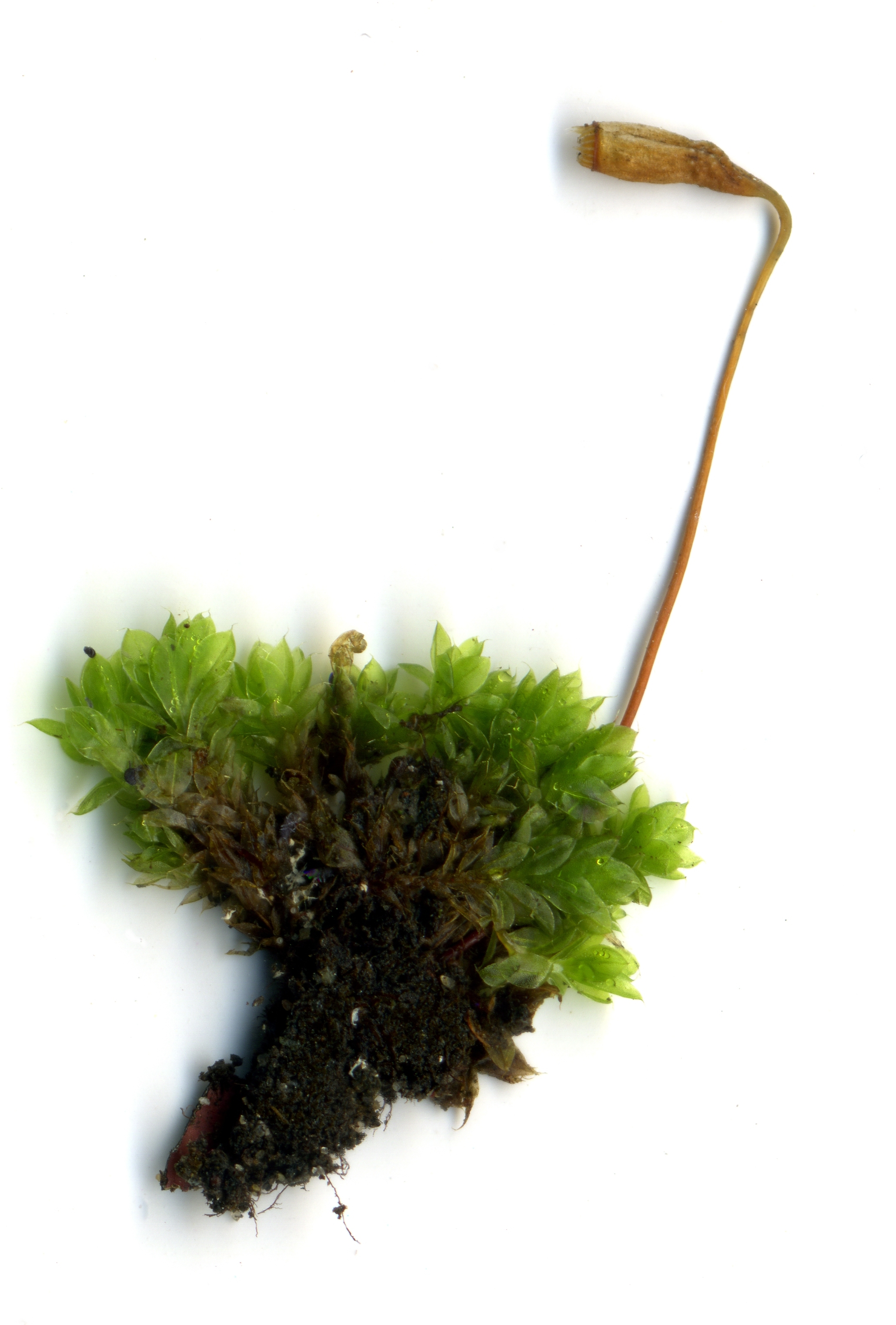
gametòfit de molsa amb un sol esporòfit

Botànicament, les molses són briofitines o plantes no vasculars. Això vol dir que no tenen veritables arrels, tiges i fulles plenament funcionals com les dels cormòfits, sinó unes petites estructures semblants que s’anomenen rizoides, caulidis i fil·lidis respectivament.
Tradicionalment, els grup dels briòfits incloïa a les molses, les hepàtiques i les antocerotes. Però estudiant aquests grups genèticament s’ha vist que possiblement sigui un grup parafilètic. Per aquesta raó, avui en dia cadascun d’aquests tres grups te la seva pròpia divisió. Tanmateix, el nom de briòfits en sentit ampli encara es fa servir per referir-se als tres grups que, morfològicament, tenen molts caràcters en comú.
Poden ser distingides de les hepàtiques (Marchantiophyta) pels seus rizoides multicel·lulars. Altres diferències no són universals per a totes les molses i hepàtiques, però la presència de fil·lidis no segmentats ni lobulats són caràcters més propis de les molses. La forma i funcionament dels esporòfits també és força diferent en les hepàtiques.
Morfològicament, els briòlegs separen a les molses en dos grups (sense caràcter sistemàtic), depenent de la distribució dels elements principals del gametòfit i de l'esporòfit: les molses acrocàrpiques tenen els caulidis drets, simples o ramificats, i els esporòfits apareixen al final dels caulidis. Les molses pleurocàrpiques tenen els caulidis ajaguts i ramificats. Els esporòfits apareixen de forma lateral, a les axiles dels fil.lidis.
Les molses tenen un paper important en els ecosistemes en què es troben perquè conserven la humitat del sòl i en prevenen la degradació, i també constitueixen un important refugi per a petits invertebrats. La recol·lecció indiscriminada de molses (com passa per Nadal) pot ser molt agressiva amb el medi ambient i pot causar un dany significatiu als nostres ecosistemes.
Les molses poden dominar el paisatge a nivell local en ambients especialment complicats, sempre que hi hagi una elevada humitat ambiental (si més no en el moment en què té lloc la reproducció sexual). Son especialment abundants a la tundra, la vegetació de les congestes, les torberes, la taigà o els boscos humits i ombrívols com les avetoses o les fagedes.
A Catalunya, segons el catàleg de les Molses de Catalunya, hi ha 867 de les 1139 espècies que es coneixen a la península Ibèrica i Balears. A València s'han citat un total de 350 tàxons (incloent les subespècies). A les Illes Balears s'han descrit 273 espècies de molses en sentit estricte (286 tàxons incloses subespècies). A més hi ha  70 espècies d'Hepàtiques i una antocerota. Entre les molses més comunes, es troba la «molsa de Nadal», Pseudoscleropodium purum.

## Cicle vital

Cicle vital d'una molsa típica (Polytrichum commune).

Els briòfits en sentit ampli (molses, hepàtiques i antocerotes) comparteixen un mateix tipus de cicle vital. Totes elles tenen dos generacions que s’alternen en el temps: els gametòfits (on te lloc la reproducció sexual) i els esporòfits (que formen unes càpsules que alliberen espores. Aquesta alternança de generacions també es pot veure en els pteridòfits però amb una diferència substancial: en els pteridòfits (i també a les plantes amb flors o els animals superiors), les cèl·lules tenen habitualment una doble dotació de cromosomes, o sigui que tenen la informació genètica per duplicat (són diploides).
Les cèl·lules haploides (amb una sola còpia de cromosomes) en aquests organismes només apareixen en moments puntuals del cicle vital. En canvi, la generació principal de les molses (i dels altres briòfits en sentit ample) és un gametòfit haploide. En el cicle vital de les molses, l’esporòfit diploide (amb dos jocs de cromosomes a cada cèl·lula) i que alliberarà una multitud d’espores, és una fase del cicle normalment més curta i dependent del gametòfit. L'espora haploide germina per produir un protonema, Aquest és un estadi juvenil, transitori en la vida d'una molsa, és una massa de filaments o tal·loides que creix fins a configurar el cos de la molsa que tothom coneix: el gametòfit. El gametòfit porta els òrgans sexuals femenins i masculins (arquegonis i anteridis respectivament) protegits per un grup de fulles modificades conegudes (per analogia amb les plantes amb flors) com a periant. Les molses poden ser tant dioiques com monoiques. En les molses dioiques els òrgans sexuals masculins i femenins es troben en gametòfits diferents. En les espècies monoiques neixen sobre el mateix individu.
La fertilització dels òvuls, situats en els arquegonis, pels espermatozous fabricats en els anteridis requereix la presència d’aigua. Els espermatozous, que tenen dos flagels que els ajuden en la propulsió, neden fins a els arquegonis (que tenen uns colls per on l'esperma baixa nedant). De l’embrió (diploide) que s'obté de la fertilització de l’òvul, comença la producció d'un esporòfit diploide. Normalment, la maduració de l'esporòfit triga mig any. El cos de l'esporòfit és molt simple: consta d'una llarga tija, anomenada seta, i una càpsula a al capdamunt. Aquesta càpsula s’obre normalment per un a obertura, anomenada opercle.
De vegades, la càpsula es troba protegida per una caliptra (una mena de caputxa que curiosament és haploide, ja que són restes de teixit procedents de l'arquegoni). La caliptra, usualment, cau quan la càpsula madura. Dins la càpsula, hi ha els esporangis, el teixit especialitzat on té lloc la meiosi, que dona lloc a espores haploides. La boca de la càpsula és vorejada per una sèrie de dents anomenades perístomes. Les característiques de la càpsula, l’opercle i el perístoma tenen caràcter sistemàtic i serveixen per a determinar amb exactitud les diferents espècies.
En alguns casos, les molses tenen sistemes alternatius de reproducció asexual i produeixen unes estructures verdes (anomenades gemmes) a les fulles, les quals es poden trencar i formar noves plantes sense la necessitat del cicle de fertilització.

## Classificació

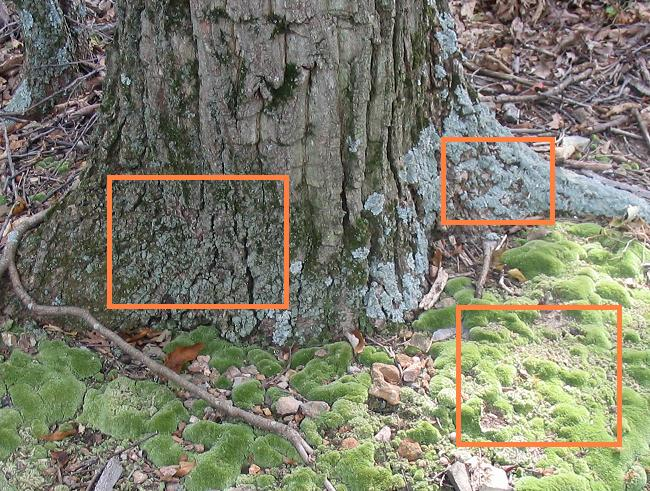
Dos tipus diferents de molses (i d'un liquen, a la caixa més petita) envolten aquest tronc d'arbre.

S'anomenen briòfits en sentit ampli al grup d'embriòfits no vasculars. Actualment està en debat si els briòfits en sentit ampli són un grup monofilètic o parafilètic, però la majoria de les anàlisis moleculars recolzen la monofília dels briòfits tradicionals, no obstant això, les anàlisis morfològiques i fòssils s'inclinen més per la visió parafilètica. Estan compostes pels grups monofilètics: 
- Bryophyta sensu stricto o «molses»
- Marchantiophyta o «hepàtiques»
- Anthocerotophyta o «antocerotes»

S'ha suggerit que els parents més properes de les molses són les hepàtiques formant el clade Setaphyta.
La divisió Bryophyta sensu stricto es refereix específicament a les molses. Aquests s'agrupen en vuit classes i les seves relacions filogenètiques són les següents:
|  | Oedipodiopsida                                                                                  |
|  |                                                                                                 |
|  | \| \| Tetraphidopsida \| \| \| \| \| \| Polytrichopsida \| \| \| \| \| \| Bryopsida \| \| \| \| |
|  |                                                                                                 |
|  | Tetraphidopsida                                                                                 |
|  |                                                                                                 |
|  | Polytrichopsida                                                                                 |
|  |                                                                                                 |
|  | Bryopsida                                                                                       |
|  |                                                                                                 |

|  | Tetraphidopsida |
|  |                 |
|  | Polytrichopsida |
|  |                 |
|  | Bryopsida       |
|  |                 |

|  | Oedipodiopsida                                                                                  |
|  |                                                                                                 |
|  | \| \| Tetraphidopsida \| \| \| \| \| \| Polytrichopsida \| \| \| \| \| \| Bryopsida \| \| \| \| |
|  |                                                                                                 |
|  | Tetraphidopsida                                                                                 |
|  |                                                                                                 |
|  | Polytrichopsida                                                                                 |
|  |                                                                                                 |
|  | Bryopsida                                                                                       |
|  |                                                                                                 |

|  | Tetraphidopsida |
|  |                 |
|  | Polytrichopsida |
|  |                 |
|  | Bryopsida       |
|  |                 |

|  | Oedipodiopsida                                                                                  |
|  |                                                                                                 |
|  | \| \| Tetraphidopsida \| \| \| \| \| \| Polytrichopsida \| \| \| \| \| \| Bryopsida \| \| \| \| |
|  |                                                                                                 |
|  | Tetraphidopsida                                                                                 |
|  |                                                                                                 |
|  | Polytrichopsida                                                                                 |
|  |                                                                                                 |
|  | Bryopsida                                                                                       |
|  |                                                                                                 |

|  | Tetraphidopsida |
|  |                 |
|  | Polytrichopsida |
|  |                 |
|  | Bryopsida       |
|  |                 |

|  | Oedipodiopsida                                                                                  |
|  |                                                                                                 |
|  | \| \| Tetraphidopsida \| \| \| \| \| \| Polytrichopsida \| \| \| \| \| \| Bryopsida \| \| \| \| |
|  |                                                                                                 |
|  | Tetraphidopsida                                                                                 |
|  |                                                                                                 |
|  | Polytrichopsida                                                                                 |
|  |                                                                                                 |
|  | Bryopsida                                                                                       |
|  |                                                                                                 |

|  | Tetraphidopsida |
|  |                 |
|  | Polytrichopsida |
|  |                 |
|  | Bryopsida       |
|  |                 |

|  | Oedipodiopsida                                                                                  |
|  |                                                                                                 |
|  | \| \| Tetraphidopsida \| \| \| \| \| \| Polytrichopsida \| \| \| \| \| \| Bryopsida \| \| \| \| |
|  |                                                                                                 |
|  | Tetraphidopsida                                                                                 |
|  |                                                                                                 |
|  | Polytrichopsida                                                                                 |
|  |                                                                                                 |
|  | Bryopsida                                                                                       |
|  |                                                                                                 |

|  | Tetraphidopsida |
|  |                 |
|  | Polytrichopsida |
|  |                 |
|  | Bryopsida       |
|  |                 |

|  | Oedipodiopsida                                                                                  |
|  |                                                                                                 |
|  | \| \| Tetraphidopsida \| \| \| \| \| \| Polytrichopsida \| \| \| \| \| \| Bryopsida \| \| \| \| |
|  |                                                                                                 |
|  | Tetraphidopsida                                                                                 |
|  |                                                                                                 |
|  | Polytrichopsida                                                                                 |
|  |                                                                                                 |
|  | Bryopsida                                                                                       |
|  |                                                                                                 |

|  | Tetraphidopsida |
|  |                 |
|  | Polytrichopsida |
|  |                 |
|  | Bryopsida       |
|  |                 |

|  | Oedipodiopsida                                                                                  |
|  |                                                                                                 |
|  | \| \| Tetraphidopsida \| \| \| \| \| \| Polytrichopsida \| \| \| \| \| \| Bryopsida \| \| \| \| |
|  |                                                                                                 |
|  | Tetraphidopsida                                                                                 |
|  |                                                                                                 |
|  | Polytrichopsida                                                                                 |
|  |                                                                                                 |
|  | Bryopsida                                                                                       |
|  |                                                                                                 |

|  | Tetraphidopsida |
|  |                 |
|  | Polytrichopsida |
|  |                 |
|  | Bryopsida       |
|  |                 |

|  | Oedipodiopsida                                                                                  |
|  |                                                                                                 |
|  | \| \| Tetraphidopsida \| \| \| \| \| \| Polytrichopsida \| \| \| \| \| \| Bryopsida \| \| \| \| |
|  |                                                                                                 |
|  | Tetraphidopsida                                                                                 |
|  |                                                                                                 |
|  | Polytrichopsida                                                                                 |
|  |                                                                                                 |
|  | Bryopsida                                                                                       |
|  |                                                                                                 |

|  | Tetraphidopsida |
|  |                 |
|  | Polytrichopsida |
|  |                 |
|  | Bryopsida       |
|  |                 |

## Història geològica
Els registres fòssils de molses són escassos, a causa de la seva constitució prima i naturalesa fràgil. S'han recuperat molses fòssils del període Permià de l'Antàrtida i Rússia. Hi ha evidència que microfòssils de formes tubulars del Silurià són en realitat les restes degradades de caliptres d'una molsa relacionada amb les actuals Polytrichaceae. És precisament en l'adveniment del Silurià, fa uns 450 milions d'anys, quan les plantes, fins aleshores de vida estrictament aquàtica, van començar a colonitzar les superfícies emergides de la Terra. Els estudis filogenètics basats en marcadors moleculars indiquen que les primeres plantes colonitzadores de superfícies emergides haurien estat els briòfits.